# Tretja slovenska nogometna liga 2019-2020
La Tretja slovenska nogometna liga 2019-2020 (in lingua italiana: Terzo campionato calcistico sloveno 2019-2020), abbreviata in 3. SNL 2019-2020, fu la ventottesima edizione della terza serie del campionato di calcio sloveno.

## Format e regole
Nella stagione 2019-20, la terza divisione slovena era divisa in 2 gironi per un totale di 26 squadre. Il girone Ovest era composto da 14 squadre, mentre quello Est ne aveva 12. Le vincitrici dei due gironi venivano promosse direttamente in 2. SNL 2020-2021.

### Avvenimenti
Tutte le competizioni calcistiche in Slovenia sono state sospese il 12 marzo 2020 (l'ultima partita giocata in Tretja SNL è stata disputata in autunno, il 17 novembre 2019) a causa della pandemia del coronavirus ed il 17 aprile la terza divisione è stata dichiarata conclusa.

## Girone Ovest
|                       | Pos. | Squadra          | Pt | G  | V  | N | P | GF | GS | DR  |
| --------------------- | ---- | ---------------- | -- | -- | -- | - | - | -- | -- | --- |
|                       | 1.   | Primorje         | 33 | 14 | 10 | 3 | 1 | 32 | 14 | +18 |
|                       | 2.   | Svoboda          | 31 | 14 | 9  | 4 | 1 | 47 | 19 | +28 |
|                       | 3.   | Brinje Grosuplje | 26 | 14 | 8  | 2 | 4 | 28 | 15 | +13 |
|                       | 4.   | Bled             | 24 | 14 | 7  | 3 | 4 | 23 | 20 | +3  |
|                       | 5.   | Šenčur           | 23 | 14 | 7  | 2 | 5 | 24 | 20 | +4  |
|                       | 6.   | Tolmin           | 21 | 14 | 6  | 3 | 5 | 21 | 18 | +3  |
|                       | 7.   | Sava Kranj       | 20 | 14 | 6  | 2 | 6 | 24 | 19 | +5  |
|                       | 8.   | Vipava           | 18 | 14 | 5  | 3 | 6 | 10 | 15 | −5  |
|                       | 9.   | Ilirija          | 14 | 14 | 2  | 8 | 4 | 19 | 24 | −5  |
|                       | 10.  | Žiri             | 14 | 14 | 3  | 5 | 6 | 21 | 27 | −6  |
|                       | 11.  | Izola            | 14 | 14 | 3  | 5 | 6 | 16 | 28 | −12 |
|                       | 12.  | Adria            | 10 | 14 | 1  | 7 | 6 | 19 | 25 | −6  |
|                       | 13.  | Arne Tabor 69    | 9  | 14 | 1  | 6 | 7 | 17 | 28 | −11 |
|                       | 14.  | Kočevje          | 9  | 14 | 2  | 3 | 9 | 14 | 43 | −29 |
| classifica, risultati |      |                  |    |    |    |   |   |    |    |     |

Legenda:
      Promosso in 2. SNL 2020-2021.
      Retrocesso nel Campionato inter−comunale.
      Escluso dal campionato.
Regolamento:
Tre punti a vittoria, uno a pareggio, zero a sconfitta.

## Girone Est
|                       | Pos. | Squadra          | Pt | G  | V | N | P  | GF | GS | DR  |
| --------------------- | ---- | ---------------- | -- | -- | - | - | -- | -- | -- | --- |
|                       | 1.   | Šmartno          | 26 | 11 | 8 | 2 | 1  | 37 | 19 | +18 |
|                       | 2.   | Podvinci         | 22 | 11 | 6 | 4 | 1  | 22 | 9  | +13 |
|                       | 3.   | Dravinja         | 20 | 11 | 6 | 2 | 3  | 41 | 20 | +21 |
|                       | 4.   | Odranci          | 20 | 11 | 6 | 2 | 3  | 24 | 14 | +10 |
|                       | 5.   | Zreče            | 19 | 11 | 6 | 1 | 4  | 20 | 16 | +4  |
|                       | 6.   | Šampion Celje    | 17 | 11 | 5 | 2 | 4  | 32 | 14 | +18 |
|                       | 7.   | Korotan Prevalje | 16 | 11 | 5 | 1 | 5  | 21 | 15 | +6  |
|                       | 8.   | Ljutomer         | 15 | 11 | 4 | 3 | 4  | 23 | 24 | −1  |
|                       | 9.   | Bistrica         | 13 | 11 | 3 | 4 | 4  | 21 | 20 | +1  |
|                       | 10.  | Videm            | 12 | 11 | 4 | 0 | 7  | 19 | 27 | −8  |
|                       | 11.  | Veržej           | 5  | 11 | 1 | 2 | 8  | 11 | 39 | −28 |
|                       | 12.  | Radgona          | 1  | 11 | 0 | 1 | 10 | 2  | 56 | −54 |
| classifica, risultati |      |                  |    |    |   |   |    |    |    |     |

Legenda:
      Promosso in 2. SNL 2020-2021.
      Retrocesso nel Campionato inter−comunale.
      Escluso dal campionato.
Regolamento:
Tre punti a vittoria, uno a pareggio, zero a sconfitta.